# Ka' vi være det bekendt
Ka' vi være det bekendt er en dansk dokumentarfilm skrevet og instrueret af Ib Makwarth.

## Handling
Nåle bores ind i betændt kød. Bevidstløse narkomaner samles op på gaden og køres bort i ambulancer. Sårede ansigter, sløvede øjne, ødelagte liv. Håbløshed. Grufuldhederne falder i tunge byger i dette dokument om den aktuelle situation for stofmisbrugere i Danmark. I 1981 lavede Ib Makwarth Vi anklager, en debatfilm om det danske narkoproblem. Den nye film spørger, om situationen er blevet bedre siden dengang. Uden at romantisere viser filmens åbenhjertige samtaler med stofmisbrugere, at der er mennesker bag de forstemmende statistikker.
Filmen er udgivet sammen med Gas gas lightergas, der er et lille portræt af Preben. Før sejlede han med Fram og Fulton. Nu sidder han hver dag på en bænk i Odense og sniffer lightergas.